# Damaru

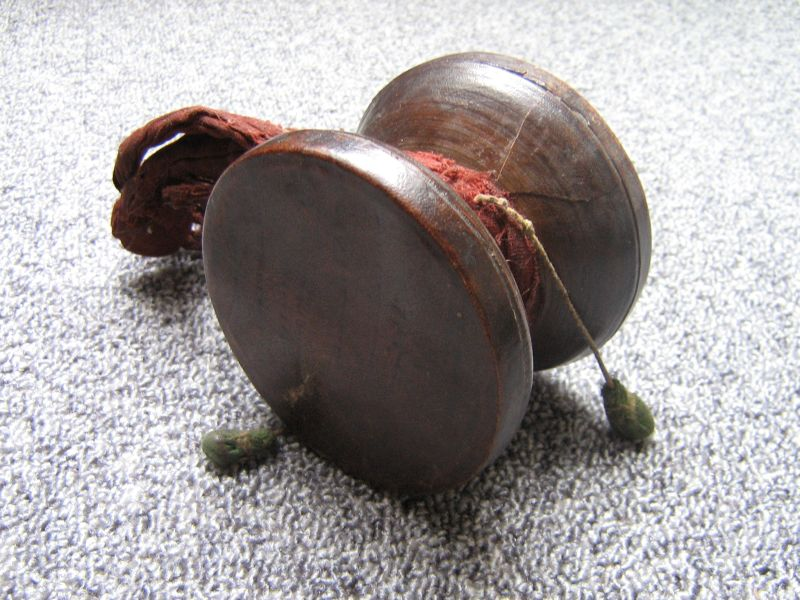
Die tibetische damaru aus Holz heißt gcod-dar.

Damaru (Sanskrit डमरु, ḍamaru, auch damru, tibetisch gcod-dar) ist eine Klappertrommel in Indien und Tibet, die nach der Form zu den Sanduhrtrommeln gehört. Die damaru ist ein Attribut mehrerer Gottheiten im Hinduismus und Buddhismus. Weitere Namen in der regionalen Volksmusik sind dambru, oggu und in Südindien kudukuduppai, budbudke und budbudukalu. Religiöse Schriften enthalten umfangreiche symbolische Bezüge von der damaru zu Vorstellungen über das Universum.

## Etymologie

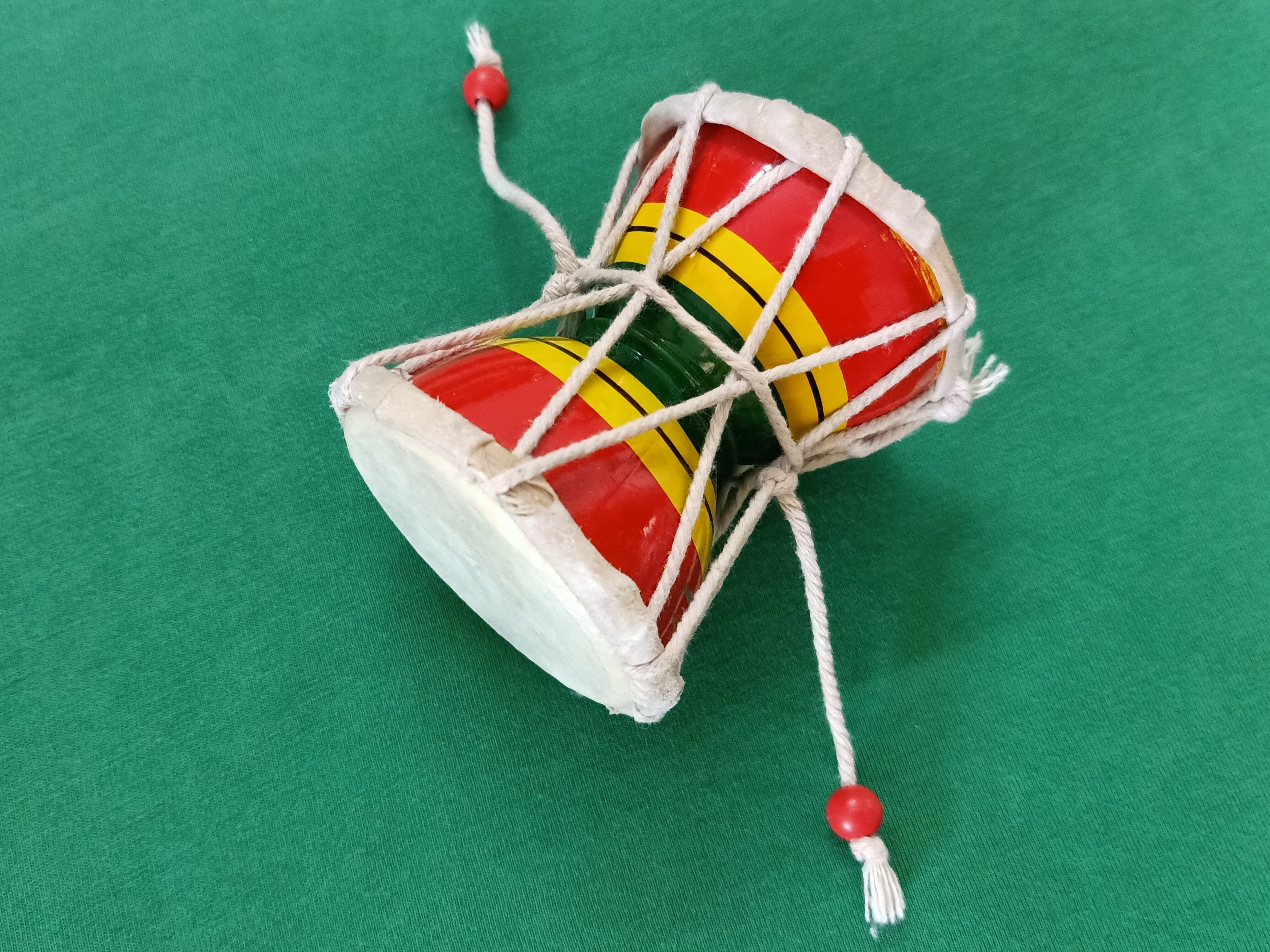
Indische damaru

Entsprechend dem Sanskritwort heißt Bengali ḍamaru, Hindi ḍamrū und Marathi ḍámru „Trommel“ und auch „kürbisartig“. Ähnliche Namen in indischen Sprachen finden sich bei einem zur Familie der Kürbisgewächse gehörenden Baum (Ficus racemosa) und seinen Früchten, der auf Sanskrit udumbara genannt wird. Es gibt den Versuch, das Marathiwort tamburā für eine Langhalslaute (in Indien vina) wegen der beiden Resonatoren aus Kalebassen an diesem Instrument ebenfalls auf die udumbara-Frucht zu beziehen, also für ḍamaru und tamburā denselben Ursprung anzunehmen.
Üblicherweise werden die Saiteninstrumente des Wortumfeldes tambura (tanpura) auf Persisch ṭanbur und tunbūr, auf den arabischen Plural tanābur und osmanisch tunbur zurückgeführt, wo sie früher auch Trommeln bedeuteten (vgl. Tamburin). Erst ab den mittelindischen Sprachen sind aus dem Persischen stammende Ableitungen von Instrumentenbezeichnungen in Indien zu finden. Sanduhrtrommeln und ihr Sanskritname sind jedoch älter. Eine Herleitung von ḍamaru nicht aus dem Persischen, sondern aus einem indischen Ursprung im Zusammenhang mit der Kürbisfrucht ist daher wahrscheinlicher.

## Bauform

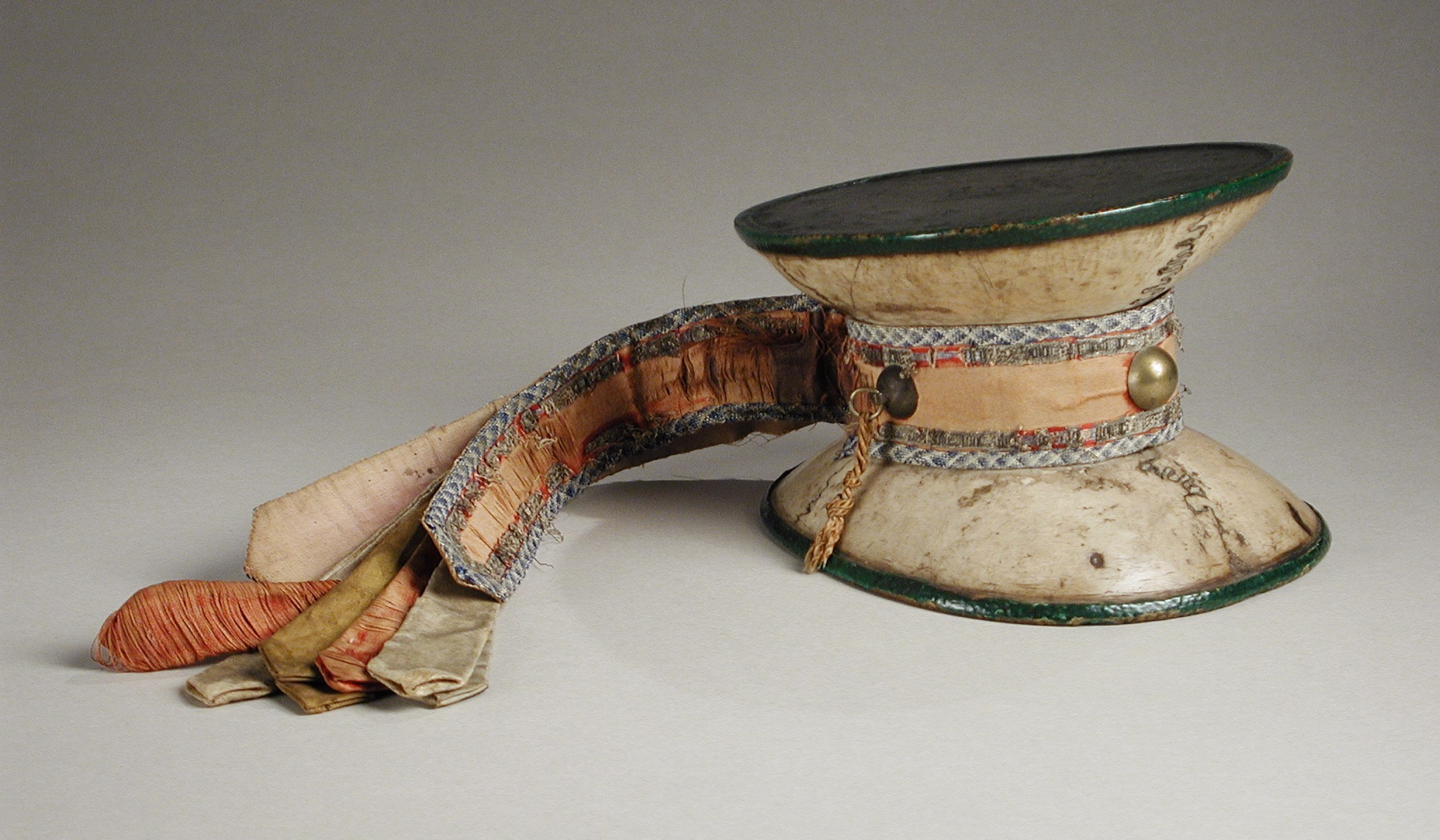
Tibetische Ritualtrommel aus zwei Schädeldecken, 18. Jahrhundert

Die Länge der damaru variiert zwischen 10 und 25 Zentimetern, sie hat einen Durchmesser von etwa 7 bis 20 Zentimetern. Der Resonanzkörper der damaru besteht aus Holz, Ton oder Bronze. Die alte tibetische Sanduhrtrommel chang teu besteht aus zwei Schädeldecken, die mit einem Holzstück verbunden sind.
Die beiden Trommelfelle werden aus Tierhaut gefertigt und sind bei größeren Instrumenten durch eine Zickzackschnürung miteinander verbunden. Bei kleinen tibetischen Sanduhrtrommeln sind die Membranen angeklebt. Die damaru hat zwei Schlagsteinchen (Tonkugeln), die jeweils an das Ende einer Baumwollschnur, die von der Trommel herabhängt, gebunden sind. Die Schnur ist in der Mitte um den Korpus gewickelt. Bei einer entsprechenden Drehung des Handgelenkes treffen die Steinchen auf die Trommelfelle und erzeugen ein rasselndes Geräusch. Die Rasseltrommel scheint das ältere Instrument zu sein; größere Sanduhrtrommeln haben keine Rasseln und werden mit der Hand geschlagen.

## Mythologische Bedeutung und Verwendung

### Indien

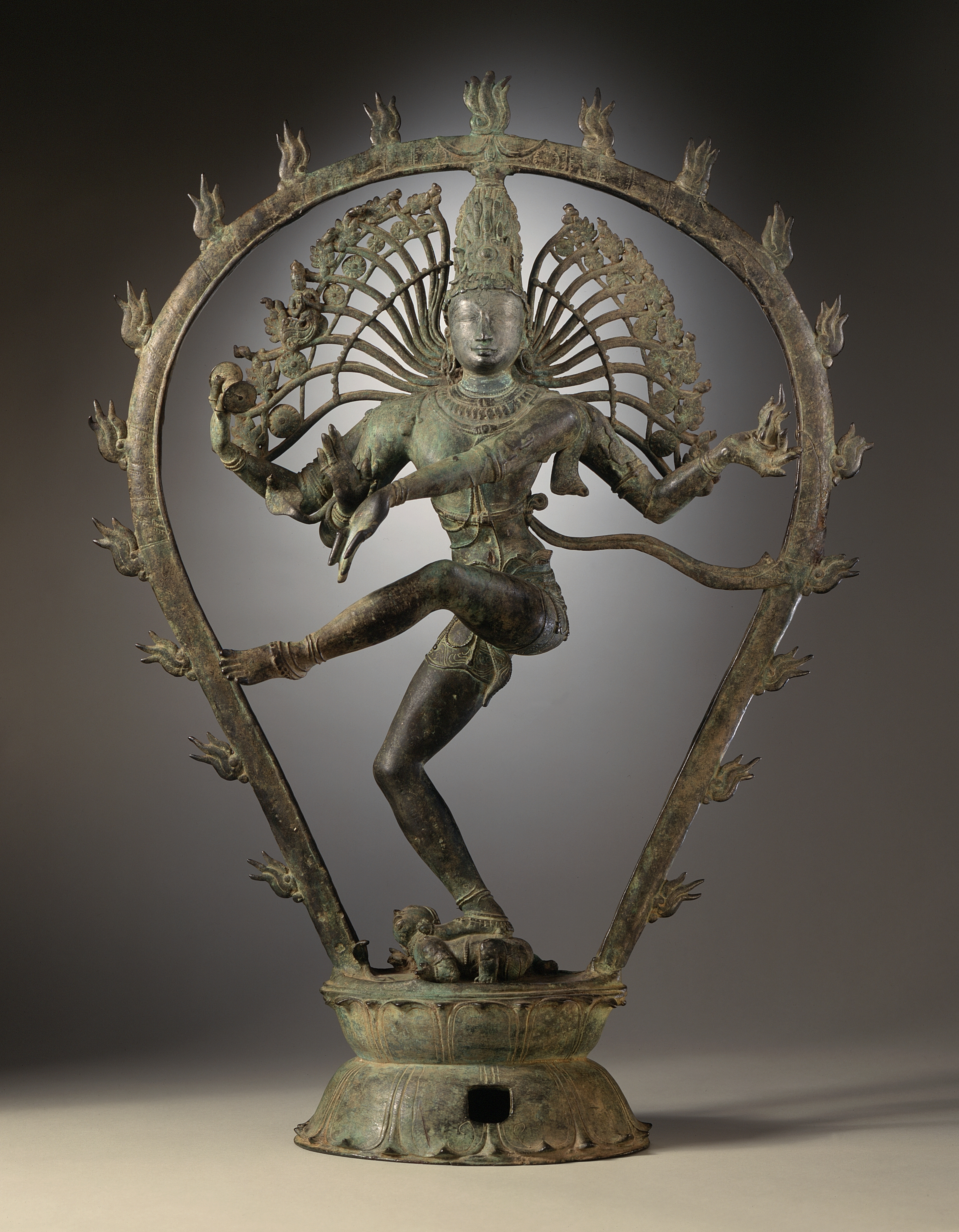
Tanzender Shiva als Nataraja mit dem damaru in der rechten oberen Hand

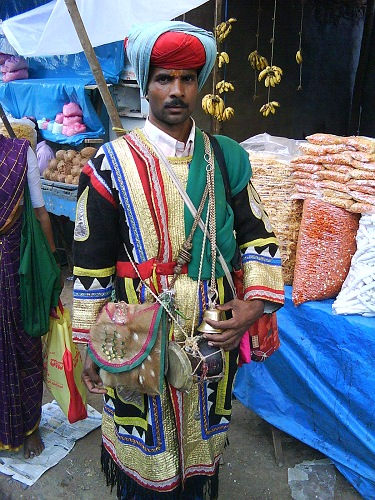
Vaghya, ein dem Familiengott Khandoba in Maharashtra geweihter Tempeldiener mit damaru und Glocke (gante). Seine weibliche Entsprechung ist das Tanzmädchen Murali, eine Art Devadasi.

In der hinduistischen Mythologie ist die damaru ein Attribut zahlreicher Gottheiten. Als Symbol des Lebens und zugleich des Todes wird die Sanduhrtrommel in der Hand gehalten von der Göttin der Weisheit Sarasvati; neben den Attributen Schädelgirlande (mala) und Dreizack in der Hand von Bhadrakali, einer heroischen Form der Todesgöttin Kali; von Aghora, dem 14-armigen Zornesaspekt von Shiva; von Shiva selbst; den Ganas, das sind kleine Begleiter von Shiva; und von den Dakinis, skelettförmigen Hexen. Am bekanntesten ist die Sanduhrtrommel in einer rechten Hand von Shiva in seiner Erscheinungsform als Nataraja, wenn er den kosmischen Tanz (Tandava) aufführt, mit dem er aus dem Feuer (in einer linken Hand) die neue Welt entstehen lässt. Das Rasseln der damaru steht für den Klang des Universums unmittelbar nach seiner Entstehung. Einer Legende zufolge entstand die Sprache Sanskrit aus Shivas Trommelschlägen.
Im Asthadhayi von Panini (um das 4. Jahrhundert v. Chr.), im Amarakosha, einem Sanskrit-Thesaurus vom Anfang des 5. Jahrhunderts n. Chr., im Mahasutasoma-Jataka und in weiteren klassischen Texten werden die damaru (auch dhakka, dimdima) erwähnt. In der alten tamilischen Literatur taucht der Name damarukam auf, gelegentlich wurden auch andere Sanduhrtrommeln oder Klappern entsprechend bezeichnet.
In der indischen Mythologie hat die Sanduhrtrommel Bedeutung, als Musikinstrument ist sie in Indien nur noch gelegentlich in der Volksmusik anzutreffen. Um 1900 war sie zu einem Instrument von „Ausrufern, Bettlern und Schlangenbändigern hinabgesunken“. Dieser Personenkreis, zu welchem auch Wahrsager gehören, verwendet sie noch heute. Ein Beispiel hierfür ist die Kaste der Kurubas in Andhra Pradesh, Tamil Nadu und Karnataka, deren Mitglieder früher Schafhirten waren und für deren Schutzgottheit in Karnataka das Jahresfest Mailara Jaatre veranstaltet wird. Bei diesem und anderen Festen führen die Goravayyalu, Anhänger der zu den Kurubas gehörenden religiösen Sekte, Rundtänze auf, ansonsten ziehen sie herum, singen Balladen zum Lobe Shivas, betteln und segnen Gläubige. Die Kleidung der Goravayyalu ist auffällig bunt, auf dem Kopf tragen sie schwarze dreieckige Bärenfellmützen, an den Fußgelenken Glockenkettchen. Sie halten eine damaru in der rechten Hand und eine Flöte in der linken. Zu ihrem ritualisierten Benehmen gehört, dass sie wie Hunde bellen und sich für selbige halten.

### Tibet

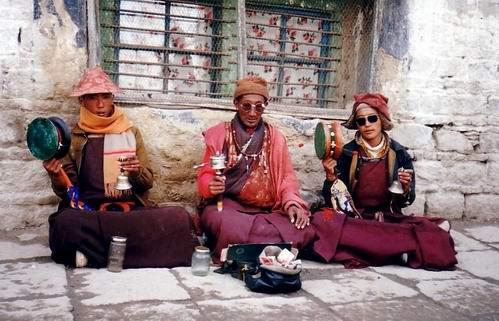
Volkstümlicher Gesang von drei tibetischen Mönchen in Lhasa, die zwei Sanduhrtrommeln mit Schlagsteinchen und eine Gebetsmühle bewegen.

In Tibet gelangte die Sanduhrtrommel zusammen mit einer Röhrenknochentrompete (des menschlichen Oberschenkels) rkang dung aus der vorbuddhistischen Geisterreligion des Bön in die buddhistische Mythologie. Die als Korpus verwendeten Schädel stammen häufig von bedeutenden religiösen Lehrern. Das Spiel dieser damaru ist hochrangigen Mönchen vorbehalten.
Nur im tibetisch-buddhistischen Kulturraum werden Sanduhrtrommeln (regional rnga-chung) noch in der Ritualmusik zu Ehren der Dharmapalas (Schutzgottheiten) eingesetzt. Zu den Ritualen gehören die Umschreitung des Stupas und Tänze, bei denen der Tänzer mit der damaru in der Hand die Dakinis herbeirufen möchte. Die Dakinis (tibetisch Khadoma, Himmelswandlerinnen) werden tanzend und nackt dargestellt. Ihre Attribute sind unter anderem blutgefüllte Schädelschalen, Hackmesser (kartrika), Dreizack (trishula), Donnerkeil oder Zepter (rod-rje, Sanskrit vajra) und damaru. Shiva in seiner zornvollen Manifestation als Mahakala tritt in der tibetischen Götterwelt mit denselben Attributen und mit dem Schlagbalken gandi in Erscheinung. Der legendäre Gründer des tibetischen Buddhismus im 8. Jahrhundert, Padmasambhava, wird in seiner Manifestation als Guru Pema Gyalpo (Lotos-König) mit Spiegel und der Schädeltrommel thod-rnga dargestellt. Im Anfang des 12. Jahrhunderts von Macig Labdrön eingeführten Gcod-Ritual heißt die Schädeltrommel gcod-rnga. 
Sanduhrtrommeln markieren auch die Pausen zwischen den Zeremonien. Neben der damaru haben in Tibet als Ritualgeräte noch die Handglocke dril-bu (Sanskrit ghanta) und der Donnerkeil als das symbolische Paar „weiblich – männlich“ Bedeutung.

### Südrand des Himalaya
In den Regionen Garhwal und Kumaon im nordindischen Bundesstaat Uttarakhand ist eine etwas größere Sanduhrtrommel unter dem Namen hurka bekannt; die mit ihr begleiteten Lieder werden hurkiya bol („Worte der Hurkiya“) genannt. Sie sind Teil einer alten epischen Tradition, bei deren Aufführung sich kurze Prosarezitationen mit langen Abschnitten in Versform abwechseln. Hurkiya heißen die vortragenden Berufssänger, sie stammen überwiegend, aber nicht notwendigerweise aus der gleichnamigen sozialen Gruppe, die zur untersten Kaste der Doms gehört. Der Sänger spielt selbst die Trommel, gelegentlich unterstützen ihn zwei hewar genannte Männer, die einen gesungenen Bordunton hinzufügen und so die Pausen zwischen zwei musikalischen Einheiten ausfüllen. Steuert die Erzählung auf einen dramatischen Höhepunkt zu, so improvisieren Zuschauer zuweilen Tänze mit sparsamen Bewegungen. Eine weitere Sanduhrtrommel in Garhwal ist die daunr, die wie die hurka für die Musik in geschlossenen Räumen reserviert ist. Beide Trommeln werden mit einer Hand und einem Stöckchen geschlagen und üblicherweise jeweils zusammen mit einer Blechplatte thali gespielt.

## Weitere indische Sanduhrtrommeln
Eine etwas größere Sanduhrtrommel mit durchschnittlich 25 Zentimetern Länge heißt hurukka (auch huruka, hudukka, udukkai, deru). Ihr Korpus besteht ebenfalls aus Holz, sie wird mit Stöckchen oder den Fingern geschlagen. Im Punjab steht die kleine dhadd in der Tradition der epischen Volksdichtung und gehört zur religiösen Musik der Sikhs.
In der ländlichen Volksmusik von Karnataka und Kerala wird die kleine Sanduhrtrommel tudi gespielt. In den Dörfern Keralas war es früher Brauch, einen Dieb mit Hilfe eines tudi-Spielers zu enttarnen. Der Spieler versammelte die gesamte Dorfbevölkerung auf dem Platz, schlug seine Trommel und belegte den Dieb dermaßen lautstark mit Schimpfwörtern, bis dieser sich mit einer Antwort zu erkennen gab.
Die idakka (auch eddakka) von Kerala und anderswo in Südindien besteht aus einem 25 Zentimeter langen Holzkorpus. Die Trommelfelle werden über verschiebbare Metallringe gezogen und miteinander verspannt. Der Spieler schlägt mit einem gebogenen Holzstab in der einen Hand, während er mit der anderen Hand an einer um die Mitte gewickelten Schnur zieht und so in engen Grenzen die Fellspannung und damit die Tonhöhe verändern kann. Die schwierig zu spielende Trommel kommt bei Tänzen, Volkstheatern und wie die timila bei religiösen Zeremonien zum Einsatz.
Die über die Ausbreitung des Buddhismus nach Ostasien gelangten Sanduhrtrommeln sind längst außer Gebrauch. Zum tibetischen Kulturkreis gehört die zweifellige Stieltrommel ji wu der nationalen chinesischen Minderheit Qiang. Sie besitzt ebenfalls zwei an Schnüren befestigte Schlagsteine und wird als Schamanentrommel verwendet. Eine ähnliche Stieltrommel der Naxi in China leitet ihren Namen dtâ-bbêr-lèr (gesprochen „damberlor“) von damaru ab.
Auf einen alten indischen Kultureinfluss geht die bandaw in Thailand zurück. Die kleine sanduhrförmige Rasseltrommel ist etwa 16 Zentimeter lang, beide Felle haben 14 Zentimeter Durchmesser. Die bandaw wird nicht mit den Händen gespielt. Stattdessen schlägt eine einzelne Kugel, die an einer Schnur am Ende eines mittig aufgesetzten Haltegriffs befestigt ist, beim schnellen ruckartigen Drehen abwechselnd gegen beide Membrane. Der Haltegriff ist 13 Zentimeter lang und hat die Form eines Chedi. Der Spieler bewegt mit beiden Händen zwei bandaw simultan. Das Instrument kommt nur bei seltenen königlichen Zeremonien vor.